# إليوت ويلسون (صحفي)
إليوت ويلسون (بالإنجليزية: Elliott Wilson)‏ هو صحفي ومنتج تلفزيوني أمريكي، ولد في 14 يناير 1971 في كوينز في الولايات المتحدة.